# Dystasia cambodgensis
Dystasia cambodgensis es una especie de escarabajo longicornio del género Dystasia, familia Cerambycidae. Fue descrita científicamente por Breuning & Chûjô en 1968.
Habita en Camboya. Los machos y las hembras miden aproximadamente 11 mm. El período de vuelo de esta especie ocurre en el mes de febrero.